# Watesprojo
Watesprojo is een bestuurslaag in het regentschap Mojokerto van de provincie Oost-Java, Indonesië. Watesprojo telt 1223 inwoners (volkstelling 2010).